# Fiorenzo Carpi
Fiorenzo Carpi de' Resmini (Milano, 19 ottobre 1918 – Roma, 21 maggio 1997) è stato un compositore italiano.
Considerato il maggiore autore di musiche di scena del teatro italiano del secondo Novecento, e uno tra i massimi a livello europeo, conosciuto ed apprezzato per le numerose colonne sonore cinematografiche, televisive, e per alcune canzoni divenute celebri, ha scritto le musiche per i leggendari spettacoli di Giorgio Strehler entrati nella storia del teatro.

## Biografia
Figlio del pittore Aldo Carpi, che fu direttore dell'Accademia di belle arti di Brera dal 1945 al 1958, e Maria Arpesani, studia dapprima privatamente con Paolo Delachi, e poi sotto la guida di Arrigo Pedrollo e Giorgio Federico Ghedini al Conservatorio di Milano, dove si diploma in composizione nel 1945. Nel 1944 si rifugia in Svizzera nel Campo di lavoro di Pont-de-la-Morge, e nell'immediato dopoguerra torna a Milano, dove è tra i protagonisti del panorama musicale con Roberto Lupi (fondatore de La Giovane Scuola, di cui studierà ed applicherà la teoria dell'armonia di gravitazione), Gino Negri ed Ennio Gerelli. Tra il 1945 e il 1954 l'attività concertistica milanese sarà particolarmente intensa, e all'Angelicum, che aveva appena ripreso la stagione concertistica, saranno presentate 58 prime assolute di compositori in genere di area milanese, tra cui La Giovane Scuola. Sue composizioni di questi anni sono: Varianti per orchestra da camera, Inno per orchestra, Sonata a tre per flauto, viola e pianoforte, Concertino per violino e pianoforte, Inni vedici  per contralto, coro misto e orchestra, Due tempi per quartetto d'archi, Sonata notturna per flauto e violino, Concerto per flauto e orchestra da camera.
Nel 1949 è fra i fondatori de I pomeriggi musicali del Teatro Nuovo.
Nei primi anni cinquanta si sposa con l'attrice Luisa Rossi, conosciuta al Piccolo Teatro di Milano. Hanno avuto una figlia, Martina, anche lei attrice.

### La musica applicata
La critica musicale più recente fissa nell'avvento della figura del regista il momento nel quale accade il mutamento sostanziale nel rapporto fra musica di scena e compositore. Fu la tradizione tedesca del teatro brechtiano a dare risalto nella pratica teatrale a quel ruolo così specialistico del musicista per il palcoscenico. Di musica applicata in Italia si può parlare dagli anni trenta, da Nino Rota, che sperimentò ogni genere senza preclusioni con incursioni nel cinema, alla radio, in TV e nel teatro. Per arrivare alla seconda metà del Novecento con l'affermazione di diversi autori per la scena e per il cinema fra cui Fiorenzo Carpi che l'ultima storiografia musicale indica come modello del fare musica, oltre che per la grande qualità e raffinatezza delle sue partiture, anche per la capacità di scrivere con eguale rigore capolavori di qualunque genere, dalla canzonetta all'opera lirica.

### Il Piccolo Teatro di Milano
(Giorgio Strehler, Da un'intervista apparsa sul volume "Strehler dirige" di Giancarlo Stampalia)

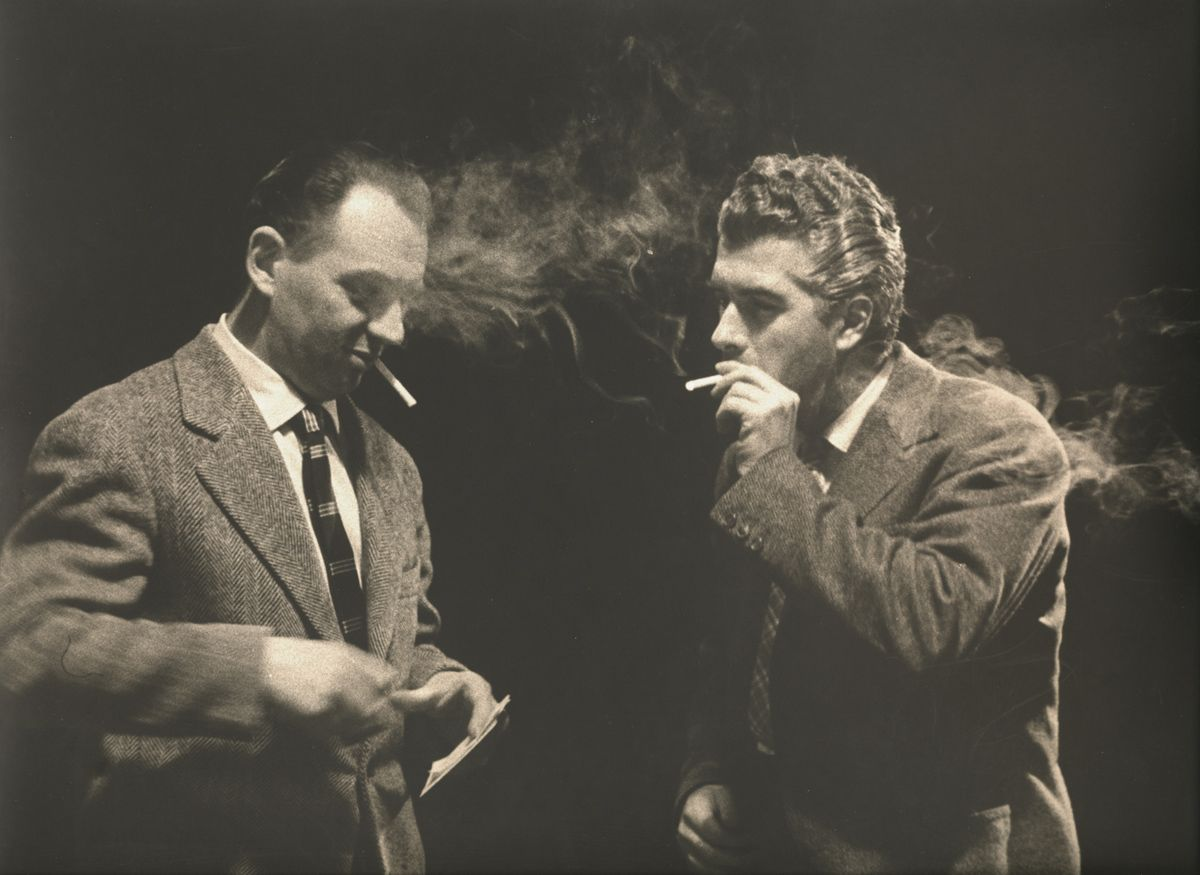
Fiorenzo Carpi e Giorgio Strehler

Dal 1947, anno in cui Giorgio Strehler e Paolo Grassi fondano il Piccolo Teatro di Milano, sarà il compositore di riferimento del celebre teatro milanese, firmando le musiche di quasi tutti gli spettacoli messi in scena da Giorgio Strehler e di quelli di molti altri registi. Nel suo lungo e tormentato sodalizio con Giorgio Strehler, ha rivoluzionato il concetto di musica applicata, nobilitandone il significato e ampliandone la funzione, grazie alla sua capacità di innovare e alla sua cultura, che gli hanno permesso di rimanere sempre se stesso, riconoscibile e originale.

### L'opera incompiuta per il Teatro alla Scala
Verso la metà degli anni cinquanta il Teatro alla Scala, attraverso l'allora direttore artistico, maestro Victor De Sabata, gli commissiona l'opera lirica La porta divisoria, tratta dal racconto La metamorfosi di Franz Kafka su libretto di Giorgio Strehler. La partitura resterà purtroppo incompiuta, nonostante fossero stati completati quattro quadri su cinque. Il lavoro occupa un posto davvero importante nella produzione di Fiorenzo Carpi, sia per l'impegnativa forma operistica che per la qualità di alcune geniali e sorprendenti soluzioni musicali e teatrali. Più volte annunciata, e inserita fra i titoli delle stagioni 1956-1957, 1957-1958, 1970-1971, l'opera non andò però in scena.
Nel settembre 2022 l'opera è andata in scena in prima esecuzione mondiale nella 76ª stagione del Teatro lirico sperimentale al Teatro Caio Melisso di Spoleto.

### Altre collaborazioni

#### Teatro
Negli anni collaborerà con Dario Fo per il quale scriverà le musiche per quasi tutti gli spettacoli, con Vittorio Gassman, Il Teatro dei Gobbi (Valeri, Caprioli, Bonucci, Salce, Franco Parenti, Giustino Durano), e si troverà a lavorare per spettacoli innovativi come Il dito nell'occhio (1952-1953) e Sani da legare (1954-1955). Collaborerà anche con i registi Patrice Chéreau, Eduardo De Filippo, Klaus Michael Grüber, Angelo Corti, Lamberto Puggelli, Carlo Battistoni, Andrée Ruth Shammah e Luigi Squarzina, per citarne alcuni.
All'estero lavora al Théâtre National Populaire di Lione, componendo musiche per Massacre a Paris di Marlowe e Toller di Dorth, diretti da Patrice Chéreau. Al Théâtre d'Europe Odéon di Parigi lavora alle musiche di La trilogia della villeggiatura di Goldoni e di L'illusion comique di Corneille, per la regia di Strehler. A Parigi, alla Comédie-Française, per la regia di Dario Fo, scrive le musiche per Le medecin malgré lui e Le medecin volant, e per il balletto di Roland Petit, Charlot danse avec nous, a Marsiglia. 
Collabora anche col Teatro Nacional di Madrid, lo Schauspielhaus di Vienna, il Festspielhaus di Salisburgo, lo Schauspielhaus di Monaco.

#### Televisione
Collabora anche con la televisione, per varietà come Il Mattatore (1959), regia di Daniele D'Anza, con Vittorio Gassman; Canzonissima (1962), regia di Vito Molinari, con Dario Fo e Franca Rame; Scarpette rosa (1966), regia di Vito Molinari, con Carla Fracci; Una bella domenica di...a Gavirago al Lambro (1976), regia di Vito Molinari, con Nanni Svampa e Lino Patruno; Ma che cos'è questo amore (1979), regia di Ugo Gregoretti; Mistero buffo di Dario Fo (Rai 2, 1977)
Ha scritto le musiche di fortunati sceneggiati televisivi tra cui il celebre Le avventure di Pinocchio di Luigi Comencini (1972), Melissa di Daniele D'Anza (1966), La mano sugli occhi di Pino Passalacqua (1979), Diario di un maestro di Vittorio De Seta (1973), Accadde a Lisbona di Daniele D'Anza (1974), I promessi sposi di Sandro Bolchi (1967), La storia di Luigi Comencini (1986).

#### Cinema
Per il cinema, tra gli altri, lavora con i registi:
- Louis Malle:

Zazie nel metrò (1960), Vita privata (1962)
- Luigi Comencini:

Incompreso (1966), Italian Secret Service (1968), Infanzia, vocazione e prime esperienze di Giacomo Casanova, veneziano (1969), Mio Dio, come sono caduta in basso! (1974), L'ingorgo (1979), Voltati Eugenio (1980), Cercasi Gesù (1982), Buon Natale... buon anno (1989), Marcellino pane e vino (1991)
- Vittorio Caprioli:

Leoni al sole (1961), Parigi o cara (1962), I cuori infranti, episodio La manina di Fatma (1963), Splendori e miserie di Madame Royale (1970)
- Vittorio Gassman:

Senza famiglia, nullatenenti cercano affetto (1972)
- Patrice Chéreau:

Un'orchidea rosso sangue (1975), L'uomo ferito (1983)
- Tinto Brass:

L'urlo (1968), La vacanza (1971), Salon Kitty (1975)
- Carlo Mazzacurati:

Notte italiana (1987), Il prete bello (1989)

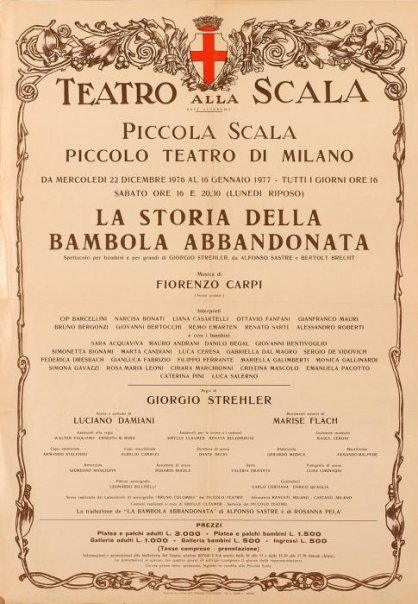
Strehler-Sastre-Brecht, La storia della bambola abbandonata, locandina

## Composizioni

### Teatro
- Le notti dell'ira, regia di Giorgio Strehler, Piccolo Teatro di Milano (1947)
- Il mago dei prodigi, regia di Giorgio Strehler, Piccolo Teatro di Milano (1947)
- Il servitore di due padroni di Carlo Goldoni, regia di Giorgio Strehler, Piccolo Teatro di Milano (1947)
- I giganti della montagna di Luigi Pirandello, regia di Giorgio Strehler, Piccolo Teatro di Milano (1947-1948)
- L'uragano di Aleksandr Nikolaevič Ostrovskij, regia di Giorgio Strehler, Piccolo Teatro di Milano (1947-1948)
- Querela contro ignoto, Landi, Piccolo Teatro di Milano (1947-1948)
- Don Giovanni, regia di Orazio Costa, Piccolo Teatro di Milano (1947-1948)
- Delitto e castigo, regia di Giorgio Strehler, Piccolo Teatro di Milano (1947-1948)
- La selvaggia, regia di Guido Salvini, Piccolo Teatro di Milano (1947-1948)
- Riccardo II, regia di Giorgio Strehler, Piccolo Teatro di Milano (1947-1948)
- La tempesta di William Shakespeare, regia di Giorgio Strehler, Piccolo Teatro di Milano (1947-1948)
- N.N. Gerardo Guerrieri, Piccolo Teatro di Milano (1947-1948)
- Assassinio nella cattedrale di T. S. Eliot, regia di Giorgio Strehler, Piccolo Teatro di Milano (1947-1948)
- Bonaventura veterinario per forza, regia di Sergio Tofano, Teatro Mediolanum di Milano (1948)
- Edipo re di Sofocle, regia di Guido Salvini, Teatro Olimpico di Vicenza (1948)
- Il corvo, regia di Giorgio Strehler, Piccolo Teatro di Milano (1948-1949)
- Il gabbiano, regia di Giorgio Strehler, Piccolo Teatro di Milano (1948-1949)
- La famiglia Antrobus di Thornton Wilder, regia di Giorgio Strehler, Piccolo Teatro di Milano (1948-1949)
- La bisbetica domata di William Shakespeare, regia di Giorgio Strehler, Piccolo Teatro di Milano (1948-1949)
- Filippo, regia di Orazio Costa, Piccolo Teatro di Milano (1948-1949)
- Gente nel tempo, dal romanzo di Massimo Bontempelli, adattamento teatrale e regia di Giorgio Strehler, Piccolo Teatro di Milano (1948-1949)
- Giulio Cesare di William Shakespeare, regia di Guido Salvini, Teatro romano di Verona (1949)
- Gli straccioni di Annibale Caro, regia di Guido Salvini, Teatro Olimpico di Vicenza (1949)
- La figlia obbediente - Gerardo Guerrieri, Gran Teatro La Fenice di Venezia, X Festival Internazionale del Teatro (1949)
- L'alba dell'ultima sera, regia di Alessandro Brissoni, Piccolo Teatro di Milano (1949-1950)
- Riccardo III, regia di Giorgio Strehler, Piccolo Teatro di Milano (1949-1950)
- La guerra di Troia non si farà, regia di Flaminio Bollini, Piccolo Teatro di Milano (1949-1950)
- I giusti, regia di Giorgio Strehler, Piccolo Teatro di Milano (1949-1950)
- Alcesti di Samuele, regia di Giorgio Strehler, Piccolo Teatro di Milano (1949-1950)
- Sofonisba di Gian Giorgio Trissino, regia di Giorgio Strehler, Teatro Olimpico di Vicenza (1950)
- Antigone di Sofocle, regia di Guido Salvini, Teatro Olimpico di Vicenza (1950)
- Peer Gynt di Henrik Ibsen, regia di Vittorio Gassman, Teatro Valle di Roma (1950)
- Gl'innamorati di Carlo Goldoni, regia di Giorgio Strehler, Piccolo Teatro di Milano (1950-1951)
- Estate e fumo di Tennessee Williams, regia di Giorgio Strehler, Piccolo Teatro di Milano (1950-1951)
- Il misantropo, regia di Giorgio Strehler, Piccolo Teatro di Milano (1950-1951)
- L'oro matto, regia di Giorgio Strehler, Piccolo Teatro di Milano (1950-1951)
- Non giurare su niente, regia di Giorgio Strehler, Piccolo Teatro di Milano (1950-1951)
- Frana allo scalo nord, regia di Giorgio Strehler, Piccolo Teatro di Milano (1950-1951)
- Re Enrico IV , regia di Giorgio Strehler, Piccolo Teatro di Milano (1950-1951)
- La dodicesima notte di William Shakespeare, regia di Giorgio Strehler, Piccolo Teatro di Milano (1950-1951)
- Anna per mille giorni, regia di Guido Salvini, Teatro Valle di Roma (1951)
- Enrico IV, regia di Giorgio Strehler, Teatro romano di Verona (1951)
- Cristoforo Colombo di Alberto Franchetti, regia di Guido Salvini, Parco di Nervi di Genova (1951)
- La vedova scaltra, regia di Luigi Squarzina, Teatro Nuovo di Milano (1951)
- Intrighi d'amore, regia di Guido Salvini, Teatro Olimpico di Vicenza (1951)
- Elettra, regia di Giorgio Strehler, Piccolo Teatro di Milano (1951-1952)
- L'amante militare di Carlo Goldoni, regia di Giorgio Strehler, Piccolo Teatro di Milano (1951-1952)
- La famiglia Antrobus di Thornton Wilder, regia di Giorgio Strehler, Piccolo Teatro di Milano (1951-1952)
- Il medico volante di Molière, regia di Giorgio Strehler, Piccolo Teatro di Milano (1951-1952)
- OPLÀ, noi viviamo! (Negri, Weill, Hollander) di Ernst Toller, regia di Giorgio Strehler, Piccolo Teatro di Milano (1951-1952)
- Macbeth di William Shakespeare, regia di Giorgio Strehler, Piccolo Teatro di Milano (1951-1952)
- Emma, regia di Giorgio Strehler, Piccolo Teatro di Milano (1951-1952)
- Le troiane di Euripide, regia di Guido Salvini, Teatro greco di Siracusa (1952)
- Elisabetta d'Inghilterra, regia di Giorgio Strehler, Piccolo Teatro di Milano (1952-1953)
- Il revisore, regia di Giorgio Strehler, Piccolo Teatro di Milano (1952-1953)
- L'ingranaggio, regia di Giorgio Strehler, Piccolo Teatro di Milano (1952-1953)
- Un caso clinico, regia di Giorgio Strehler, Piccolo Teatro di Milano (1952-1953)
- Il dito nell'occhio di Giustino Durano, Dario Fo, Franco Parenti, Piccolo Teatro di Milano (1953)
- La vedova scaltra di Carlo Goldoni, regia di Giorgio Strehler, Piccolo Teatro di Milano (1953-1954)
- Giulio Cesare, regia di Giorgio Strehler, Piccolo Teatro di Milano (1953-1954)
- L'imbecille - La patente - La giara di Luigi Pirandello, regia di Giorgio Strehler, Piccolo Teatro di Milano (1953-1954)
- La mascherata di Alberto Moravia, regia di Giorgio Strehler, Piccolo Teatro di Milano (1953-1954)
- La moglie ideale, regia di Giorgio Strehler, Piccolo Teatro di Milano (1953-1954)
- I sani da legare di Giustino Durano, Dario Fo, Franco Parenti, Piccolo Teatro di Milano (1954)
- Senza rete, regia di Carlo Alberto Chiesa e Vito Molinari, Teatro Manzoni di Milano (1954)
- Kean, regia di Vittorio Gassman, Luciano Lucignani, Teatro municipale Giuseppe Verdi di Salerno (1954)
- La trilogia della villeggiatura, regia di Giorgio Strehler, Piccolo Teatro di Milano (1954-1955)
- Il giardino dei ciliegi di Anton Čechov, regia di Giorgio Strehler, Piccolo Teatro di Milano (1954-1955)
- Gigi, regia di Giorgio De Lullo, Teatro Carignano di Torino (1955)
- Pseudolus di Tito Maccio Plauto, regia di Giulio Pacuvio, Teatro romano di Ostia (1955)
- Il potere e la gloria di Graham Greene, regia di Luigi Squarzina, San Miniato (1955)
- Carnet de notes, regia di Vittorio Caprioli, Teatro dei Gobbi (1955)
- Le sedie di Eugène Ionesco, regia di Franco Parenti (1955)
- El nost Milan, regia di Giorgio Strehler, Piccolo Teatro di Milano (1955-1956)
- La Moscheta di Ruzante, regia di Gianfranco De Bosio, Piccolo Teatro di Milano (1955-1956)
- Italia sabato sera, regia di Franco Parenti, Piccolo Teatro di Milano (1956)
- I pallinisti di Sergio Sollima e Marcello Ciorciolini, regia di Franco Parenti (1957)
- Coriolano, regia di William Shakespeare Giorgio Strehler, Piccolo Teatro di Milano (1957-1958)
- Goldoni e le sue sedici commedie nuove, regia di Giorgio Strehler, Piccolo Teatro di Milano (1957-1958)
- Mercadet l'affarista, regia di Virginio Puecher, Piccolo Teatro di Milano (1958-1959)
- Platonov e altri, regia di Giorgio Strehler, Piccolo Teatro di Milano (1958-1959)
- Lina e il cavaliere, commedia musicale di Franca Valeri e Vittorio Caprioli (1958)
- La congiura, regia di Luigi Squarzina, Piccolo Teatro di Milano (1958-1959)
- La visita della vecchia signora di Friedrich Dürrenmatt, regia di Giorgio Strehler, Piccolo Teatro di Milano (1958-1959)
- La Maria Brasca, regia di Mario Missiroli, Piccolo Teatro di Milano (1958-1959)
- Come nasce un soggetto cinematografico, regia di Virginio Puecher, Piccolo Teatro di Milano (1959-1960)
- L'uomo nudo, l'uomo in frac di e regia di Dario Fo, Teatro Odeon di Milano (1959-1968)
- Gli arcangeli non giocano a flipper di e regia di Dario Fo, Teatro Odeon di Milano[4] (1959-1968)
- Comica finale di e regia di Dario Fo, Teatro Odeon di Milano (1959-1968)
- Aveva due pistole con gli occhi bianchi e neri di e regia di Dario Fo, Teatro Odeon di Milano (1959-1968)
- Le donne di e con Franca Valeri (1962)
- Can Can degli italiani, regia di Giancarlo Cobelli (1963)
- Isabella, tre caravelle e un cacciaballe di e regia di Dario Fo, Teatro Odeon di Milano[5] (1963)
- Settimo: ruba un po' meno di e regia di Dario Fo, Teatro Odeon di Milano[6] (1964)
- La colpa è sempre del diavolo di e regia di Dario Fo, Teatro Odeon di Milano[7] (1965)
- La signora è da buttare di e regia di Dario Fo, Teatro Manzoni di Milano[8] (1967)
- Operetta di Witold Gombrowicz, regia di Antonio Calenda (1969)
- Splendore e morte di Joaquin Murieta, regia di Patrice Chéreau, Piccolo Teatro di Milano (1969-1970)
- Ambleto di Giovanni Testori, regia di Andrée Ruth Shammah, con Franco Parenti, Salone Pier Lombardo di Milano (1972-1973)
- George Dandin ovvero il marito confuso di Molière, regia di Franco Parenti, Salone Pier Lombardo di Milano (1972-1973)
- Macbetto di Giovanni Testori, regia di Andrée Ruth Shammah, con Franco Parenti, Salone Pier Lombardo di Milano (1974-1975)
- La congiura dei sentimenti di Jurij Karlovič Oleša, regia di Andrée Ruth Shammah, con Franco Parenti, Salone Pier Lombardo (1975-1976)
- La storia della bambola abbandonata di Giorgio Strehler, tratto da Alfonso Sastre e Bertolt Brecht, Piccola Scala di Milano (1976-1977)
- L'Arialda di Giovanni Testori, con Luisa Rossi; regia di Andrée Ruth Shammah, Salone Pier Lombardo di Milano (1976-1977)
- Edipus di Giovanni Testori, con Franco Parenti, Salone Pier Lombardo di Milano (1976-1977)
- La doppia incostanza di Pierre de Marivaux, con Giuliana De Sio, Salone Pier Lombardo di Milano (1977-1978)
- Il misantropo di Molière, regia e con Franco Parenti, Salone Pier Lombardo di Milano (1976-1977)
- Ivan Ivan Ivan di Anton Čechov, regia di Andrée Ruth Shammah, con Franco Parenti, Salone Pier Lombardo di Milano (1978-1979)
- 1978-1979 La palla al piede di Georges Feydeau, regia e con Franco Parenti, Salone Pier Lombardo di Milano
- L'imperatore d'America di George Bernard Shaw, regia di Andrée Ruth Shammah, con Franco Parenti, Salone Pier Lombardo di Milano (1980-1981)
- Peer Gynt, regia di Patrice Chéreau, Théâtre de la Ville di Parigi (1981)
- Nostalgia, regia di Klaus Michael Grüber, Piccolo Teatro di Milano (1983-1984)
- Cyrano de Bergerac di Edmond Rostand, regia di Gigi Proietti, (co-regia di Ennio Coltorti, anche attore) (1985)
- Faust, regia di Giorgio Strehler, Piccolo Teatro di Milano (Piccolo Teatro Studio) (1988-1992)
- I cavalieri della tavola rotonda, regia di Andrée Ruth Shammah, Salone Pier Lombardo di Milano (1989-1990)
- Le médecin volant e Le médecin malgré lui di Molière, regia di Dario Fo, Comédie-Française di Parigi (1990)
- Peter Pan, regia di Andrée Ruth Shammah, Teatro Franco Parenti di Milano (1991)
- La sposa Francesca, regia di Lamberto Puggelli, Piccolo Teatro di Milano[9] (1991-1992)
- I Sette contro Tebe, regia di Luigi Squarzina, Teatro Olimpico di Vicenza (1992)
- Siamo momentaneamente assenti di Luigi Squarzina, regia di Carlo Battistoni, Piccolo Teatro di Milano (1992)
- La Maria Brasca di Giovanni Testori, regia di Andrée Ruth Shammah, con Adriana Asti, Salone Pier Lombardo di Milano (1992-1993)
- Noblesse oblige di Luigi Santucci, regia di Andrée Ruth Shammah, con Gianrico Tedeschi, Salone Pier Lombardo di Milano (1992-1993)
- Noblesse oblige (I desgrazi d'on omm fortuna) di Luigi Santucci, adattamento e regia di Andrée Ruth Shammah, Teatro Franco Parenti di Milano (1993)
- La baracca dei comici, da Federico García Lorca, regia di Ugo Gregoretti (1994)
- Non sempre splende la luna: Milva canta un nuovo Brecht, regia di Giorgio Strehler, Piccolo Teatro di Milano (composizione di due canzoni originali: Il filo strappato, Portami un fiore, testi di Bertolt Brecht, tradotti e adattati da Giorgio Strehler e arrangiamenti di composizioni di altri autori) (1995)
- La cerca del Graal, regia di Andrée Ruth Shammah, con Flavio Bonacci, Castello Sforzesco di Milano (1996) – ripreso nella stagione 1997-1998
- L'avaro di Molière, Piccolo Teatro di Milano (presso Teatro Lirico di Milano), da un progetto di Giorgio Strehler che nonostante avesse iniziato le prove, dopo alcuni ripensamenti vi rinunciò e la regia fu firmata da Lamberto Puggelli. Le musiche sono tratte da composizioni già esistenti del maestro Carpi (1997)

### Cinema
- Clandestino a Trieste, regia di Guido Salvini (1951)
- Episodi della vita di Cristo, regia di Luca Signorelli – cortometraggio (1954)
- Zazie nel metrò (Zazie dans le métro), regia di Louis Malle (1959)
- Leoni al sole, regia di Vittorio Caprioli (1961)
- Vita privata (Vie privée), regia di Louis Malle (1961)
- Cronache del '22, regia di Guidarino Guidi (1962)
- Parigi o cara, regia di Vittorio Caprioli (1962)
- Natika, regia di Themistocles Hoetis (1963) (direzione musicale di Bruno Nicolai)
- Cuori infranti, regia di Vittorio Caprioli, Gianni Puccini (1963)
- I 4 tassisti, regia di Giorgio Bianchi (1963)
- Incompreso, regia di Luigi Comencini (1966)
- Italian Secret Service, regia di Luigi Comencini (1968)
- L'urlo, regia di Tinto Brass (1968)
- Fuori campo, regia di Peter Del Monte (1969)
- Infanzia, vocazione e prime esperienze di Giacomo Casanova, veneziano, regia di Luigi Comencini (1969)
- Splendori e miserie di Madame Royale, regia di Vittorio Caprioli (1970)
- La vacanza, regia di Tinto Brass (1971)
- Un'anguilla da 300 milioni, regia di Salvatore Samperi (1971)
- Equinozio, regia di Maurizio Ponzi (1971)
- Senza famiglia, nullatenenti cercano affetto, regia di Vittorio Gassman (1972)
- Un bianco vestito per Marialé, regia di Romano Scavolini (1972)
- Il generale dorme in piedi, regia di Francesco Massaro (1972)
- La prima volta, sull'erba, regia di Gianluigi Calderone (1974)
- Mio Dio, come sono caduta in basso!, regia di Luigi Comencini (1974)
- Simona, regia di Patrick Longchamps (1974)
- Non si scrive sui muri a Milano, regia di Raffaele Maiello (1975)
- Un'orchidea rosso sangue, regia di Patrice Chéreau (1975)
- Salon Kitty, regia di Tinto Brass (1975)
- Vietnam scene del dopoguerra, regia di Ugo Gregoretti – documentario (1975)
- Un'emozione in più, regia di Francesco Longo (1979)
- L'ingorgo (Una storia impossibile), regia di Luigi Comencini (1979)
- Corse a perdicuore, regia di Mario Garriba (1980)
- Voltati Eugenio, regia di Luigi Comencini (1980)
- Comunisti quotidiani, regia di Ugo Gregoretti (1980)
- La baraonda, regia di Florestano Vancini (1980)
- Bambole: scene di un delitto perfetto, regia di Alberto Negrin (1980)
- Cercasi Gesù, regia di Luigi Comencini (1981)
- ...e noi non faremo karakiri, regia di Francesco Longo (1981)
- Piso pisello, regia di Peter Del Monte (1982)
- L'homme blessè, regia di Patrice Chéreau (1983)
- Un ragazzo di Calabria, regia di Luigi Comencini (1987)
- Notte italiana, regia di Carlo Mazzacurati (1987)
- Buon Natale... buon anno, regia di Luigi Comencini (1989)
- Il prete bello, regia di Carlo Mazzacurati (1989)
- Maggio Musicale, regia di Ugo Gregoretti (1989)
- I Taràssachi, regia di Francesco Ranieri Martinotti (1990)
- Marcellino pane e vino, regia di Luigi Comencini (1991)
- I divertimenti della vita privata, regia di Cristina Comencini (1992)
- Abissinia, regia di Francesco Ranieri Martinotti (1993)

### Televisione
- Le divine, regia di Mario Ferrero, 6 puntate con Franca Valeri, Vittorio Caprioli e ospiti (1959)
- Il Mattatore, con Vittorio Gassman (1959)
- Tutto da rifare pover'uomo, regia di Eros Macchi  – miniserie TV, 5 episodi (1960)
- Chi l'ha visto? di Dario Fo, Leo Chiosso e Vito Molinari, regia di Vito Molinari – rivista TV, 6 episodi (1962)
- Canzonissima – varietà TV, con Dario Fo e Franca Rame (1962)
- Melissa, regia di Daniele D'Anza – miniserie TV (1966) - sigla cantata da Connie Francis
- Scarpette rosa, regia di Vito Molinari, con Carla Fracci (1966)
- I promessi sposi, regia di Sandro Bolchi – miniserie TV (1967)
- Diario di un maestro, regia di Vittorio De Seta – miniserie TV (1971)
- Le avventure di Pinocchio, regia di Luigi Comencini – miniserie TV (1972)
- Rappresentazione della terribile caccia alla balena bianca Moby Dick, regia di Carlo Quartucci – film televisivo in cinque puntate tratto dal romanzo Moby Dick di Herman Melville (1973)
- Accadde a Lisbona, regia di Daniele D'Anza – miniserie TV (1974)
- Romanzo popolare italiano (1975) – ciclo di 5 sceneggiati TV, a cura di Ugo Gregoretti:
  - L'assedio di Firenze, dal romanzo di Francesco Domenico Guerrazzi, 20 novembre 1975.
  - I misteri di Napoli, dal romanzo di Francesco Mastriani, 27 novembre 1975.
  - I ladri dell'onore, dal romanzo di Carolina Invernizio, 4 dicembre 1975.
  - Gli ammonitori, dal romanzo di Giovanni Cena, 11 dicembre 1975.
  - La freccia nel fianco, dal romanzo di Luciano Zuccoli, 18 dicembre 1975.
- Una bella domenica di...a Gavirago al Lambro, regia di Vito Molinari (1976)
- Mistero buffo, regia di Dario Fo (Rai 2, 1977)
- Le uova fatali, regia di Ugo Gregoretti – miniserie TV (1977)
- Ma che cos'è questo amore, regia di Ugo Gregoretti – miniserie TV (1979)
- La commediante veneziana, regia di Salvatore Nocita – miniserie TV (1979)
- La mano sugli occhi, regia di Pino Passalacqua (1979)
- Morte a passo di valzer, regia di Giovanni Fago – miniserie TV (1979)
- Vita di Antonio Gramsci, regia di Raffaele Maiello – miniserie TV (1981)
- Viaggio a Goldonia, regia di Ugo Gregoretti – miniserie TV, 3 episodi (1982)
- Piccolo mondo antico, regia di Salvatore Nocita – miniserie TV (1983)
- L'amante dell'Orsa Maggiore, regia di Anton Giulio Majano – miniserie TV (1983)
- La Storia, regia di Luigi Comencini – miniserie TV (1986)
- Trasmissione forzata, regia di Dario Fo – programma TV (Rai 3, 1988)
- Contro ogni volontà, regia di Pino Passalacqua – miniserie TV, 2 episodi (1992)

### Le canzoni della mala
Tra il 1957 e il 1958, Fiorenzo Carpi si trovò coinvolto con Giorgio Strehler, Gino Negri, Dario Fo e altri autori nella scrittura delle canzoni della mala, un’operazione ideata dallo stesso Strehler, che volle costruire un repertorio di canzoni che dovevano sembrare della tradizione popolare per un recital di Ornella Vanoni. Questa operazione si configura come uno dei più famosi falsi storici della canzone italiana. Alcune di queste canzoni sono diventate dei classici.
Di questo repertorio sono da ricordare: 
- Ma mi (testo di Giorgio Strehler)
- Le Mantellate (testo di Giorgio Strehler)
- Hanno ammazzato il Mario (testo di Dario Fo)
- Sentii come la vusa la sirena (testo di Dario Fo)

### Canzoni varie
Tra le altre canzoni più conosciute sono da ricordare:
- La brutta città (testo di Dario Fo), Milly, Dario Fo
- El me ligéra (testo di Dario Fo), Milly
- La luna è una lampadina (testo di Dario Fo), Enzo Jannacci, Dario Fo
- Ma che aspettate a batterci le mani (testo di Dario Fo), Dario Fo
- Su cantiam (testo di Dario Fo), sigla iniziale di Canzonissima 1962, Dario Fo
- Stringimi forte i polsi (testo di Dario Fo), sigla finale di Canzonissima 1962, Mina (cantante)
- Sopra i vetri (testo di Dario Fo), Dario Fo, Enzo Jannacci
- Il foruncolo (testo di Dario Fo), Dario Fo, Enzo Jannacci
- Miracolato del ceto medio-basso  (testo di Dario Fo), Dario Fo
- Aveva un Taxi nero (testo di Dario Fo), Enzo Jannacci, Dario Fo
- Quella cosa in Lombardia (testo di Franco Fortini), Laura Betti, Enzo Jannacci
- La canzone del bel tempo (testo di Franco Fortini), Milly
- Ti butto via (Roberto Lerici (editore)-Carpi), Ornella Vanoni, Rosalina Neri, presentata nel programma televisivo Fatti e fattacci, regia di Antonello Falqui (1975)
- Storia di Pinocchio (Manfredi-Patrizi-Carpi), Nino Manfredi, sigla finale della miniserie TV Le avventure di Pinocchio
- Regent's Park (Daniele D'Anza-Carpi), Connie Francis, sigla finale della miniserie TV Melissa
- On the morning after, Annie Ross, dal film Salon Kitty

Tra gli autori d'eccezione che prestarono i loro versi a Carpi (insieme ad altri autori e compositori) per lo spettacolo di Laura Betti Giro a vuoto, regia di Filippo Crivelli (1960), sono da ricordare:
- Franco Fortini: Quella cosa in Lombardia
- Alberto Moravia: Amare vuol dire mentire
- Ennio Flaiano: Dimenticata
- Italo Calvino: Sul verde fiume Po
- Alberto Arbasino: Seguendo la flotta
- Camilla Cederna: Social climber
- Fabio Mauri: Venere tascabile, Vera signora

Innumerevoli e difficili da reperire, perché non sempre pubblicate, sono le canzoni che Carpi scrisse per teatro, cinema e televisione. Altri autori con cui collaborò spesso furono:
- Eros Macchi, Enrico Medail, Vittorio Caprioli

Tra gli interpreti delle sue canzoni:
Milly, Mina, Milva, Ornella Vanoni, Laura Betti, Franca Valeri, Franca Rame, Gabriella Ferri, Alida Chelli, Lauretta Masiero, Tosca, Dario Fo, Enzo Jannacci, Giorgio Gaber, I Gufi, Cochi e Renato, Nanni Svampa, Lino Patruno, Gigi Proietti, Vittorio Gassman Vanessa Redgrave, Connie Francis, Alberto Lionello, Marina Pagano, Nino Manfredi, Joe Sentieri, Claudio Villa, Lando Fiorini, Bobby Solo, Lucio Dalla, Elio e le storie tese, Leopoldo Mastelloni.

### Musica colta e composizioni varie
- Varianti per orchestra da camera
- Inno per orchestra
- Sonata a tre per flauto, viola e pianoforte
- Concertino per violino e pianoforte
- Inni vedici per contralto, coro misto e orchestra
- Due tempi per quartetto d'archi
- Sonata notturna per flauto e violino
- Concerto per flauto e orchestra da camera
- La porta divisoria, opera incompiuta tratta dal racconto La metamorfosi di Kafka su libretto di Giorgio Strehler, commissione da Victor De Sabata per il Teatro alla Scala di Milano
- L'angioletto pigro, favola musicale di Colette Rosselli e Fiorenzo Carpi - (Ed. Istituto internazionale del disco) (1960)
- 1994 Peter Pan Suite, scritta in collaborazione con Marco Mojana, prima esecuzione il 23 maggio 1994 al Piccolo Teatro Studio di Milano, L'Autre Ensemble, direttore Carlo Boccadoro

### Programmi radiofonici Rai
- Socrate immaginario, radiocommedia di Galliani e Lorenzi, musiche di F. Carpi, regia di Nino Meloni, trasmessa il 25 aprile 1955.
- Non si vive di solo pane - comode evasioni con morale inedita di Dario Fo e Franco Parenti, regia di Giulio Scarnicci, Secondo Programma ore 20,30, domenica 5 agosto 1956.
- 60 decibel per il signor Adamo di Carlo Bonciani e Danilo Colombo – Vincitore del Prix Italia 1964 nella categoria “Documentari stereofonici”, musica originale di Fiorenzo Carpi

### Orchestrazioni e arrangiamenti
- Napoli notte giorno, spettacolo musicale ideato e diretto da Giuseppe Patroni Griffi su testi e musiche di Raffaele Viviani
- Napoli chi resta e chi parte, spettacolo musicale di Giuseppe Patroni Griffi basato su due atti unici di Raffaele Viviani Caffè di notte e giorno e Scalo Marittimo, creato per il XVIII Festival dei Due Mondi e rappresentato per la prima volta il 3 Luglio 1975 a Spoleto

Se oggi conosciamo e apprezziamo Raffaele Viviani e abbiamo corretto la visione provinciale che ne avevamo, il merito è in buona parte di Fiorenzo Carpi
- Ballo Excelsior, il celebre balletto di Luigi Manzotti, con musiche di Romualdo Marenco, venne riorchestrato interamente da Carpi in collaborazione con Bruno Nicolai su commissione del Maggio Musicale Fiorentino, che lo riprese nel 1967, con la regia di Filippo Crivelli, permettendo alla partitura una nuova vita nei teatri di tutto il mondo
- L'opera da tre soldi di Bertolt Brecht, adattamento della partitura per la seconda edizione diretta da Giorgio Strehler nel 1972, al quale Carpi contribuì con un'orchestrazione meno ridondante, con echi di music hall e café-chantant mutuati dal cabaret di matrice tedesca. La nuova sonorità della piccola orchestra fu talmente apprezzata da proporsi come modello di una rinnovata possibile lettura musicale

## Riconoscimenti
- David di Donatello
  - 1980/81 - Miglior colonna sonora per Voltati Eugenio
  - 1981/82 - Candidatura miglior colonna sonora per Cercasi Gesù
  - 1989/90 - Candidatura miglior colonna sonora per Buon Natale... buon anno
  - 1989/90 - Candidatura miglior colonna sonora per Il prete bello
  - 1990/91 - Candidatura miglior colonna sonora per I divertimenti della vita privata
  - 1993/94 -	Candidatura miglior colonna sonora per Abissinia

- Ciak d'oro
  - 1988 - Migliore colonna sonora per Notte italiana[10]

- Ambrogino d'oro
  - 1989